# Pallanuoto ai Giochi della XXXIII Olimpiade - Torneo femminile
Il torneo femminile di pallanuoto ai Giochi della XXXIII Olimpiade a Parigi, in Francia, si svolge dal 27 luglio al 10 agosto 2024. Le partite si giocano tra il Centro acquatico olimpico e la Paris La Défense Arena.

## Fasce
Le fasce sono state annunciate il 21 febbraio 2021.
| Pot 1              | Pot 2            | Pot 3           | Pot 4            | Pot 5          |
| ------------------ | ---------------- | --------------- | ---------------- | -------------- |
| Paesi Bassi Spagna | Australia Grecia | Ungheria Italia | Cina Stati Uniti | Canada Francia |

## Fase preliminare

### Gruppo A
| Pos. | Squadra     | Pt | G | V | VDR | PDR | P | GF | GS | DR  |
| ---- | ----------- | -- | - | - | --- | --- | - | -- | -- | --- |
| 1    | Australia   | 10 | 4 | 4 | 2   | 0   | 0 | 33 | 28 | +5  |
| 2    | Paesi Bassi | 10 | 4 | 3 | 0   | 1   | 1 | 52 | 37 | +15 |
| 3    | Ungheria    | 7  | 4 | 2 | 0   | 1   | 2 | 46 | 37 | +9  |
| 3    | Canada      | 3  | 4 | 1 | 0   | 0   | 3 | 37 | 49 | -12 |
| 5    | Cina        | 0  | 4 | 0 | 0   | 0   | 4 | 34 | 51 | -17 |

| Gara | Data      | Ora   | Partita     | Partita         | Partita     |
| ---- | --------- | ----- | ----------- | --------------- | ----------- |
| 1    | 27 luglio | 14:00 | Paesi Bassi | 10 - 8          | Ungheria    |
| 2    | 27 luglio | 20:05 | Australia   | 7 - 5           | Cina        |
| 3    | 29 luglio | 18:30 | Cina        | 11 - 15         | Paesi Bassi |
| 4    | 29 luglio | 20:05 | Ungheria    | 12 - 7          | Canada      |
| 5    | 31 luglio | 14:00 | Paesi Bassi | 14 - 15 (7 - 7) | Australia   |
| 6    | 31 luglio | 15:35 | Canada      | 12 - 7          | Cina        |
| 7    | 2 agosto  | 14:00 | Australia   | 10 - 7          | Canada      |
| 8    | 2 agosto  | 20:05 | Cina        | 11 - 17         | Ungheria    |
| 9    | 4 agosto  | 14:00 | Ungheria    | 12 - 14 (9 - 9) | Australia   |
| 10   | 4 agosto  | 18:30 | Canada      | 11 - 20         | Paesi Bassi |

### Gruppo B
| Pos. | Squadra     | Pt | G | V | VDR | VDR | P | GF | GS | DR  |
| ---- | ----------- | -- | - | - | --- | --- | - | -- | -- | --- |
| 1    | Spagna      | 12 | 4 | 4 | 0   | 0   | 0 | 51 | 36 | +15 |
| 2    | Stati Uniti | 9  | 4 | 3 | 0   | 0   | 1 | 53 | 27 | +26 |
| 3    | Italia      | 3  | 4 | 1 | 0   | 0   | 3 | 34 | 40 | -6  |
| 4    | Grecia      | 3  | 4 | 1 | 0   | 0   | 3 | 33 | 41 | -8  |
| 4    | Francia     | 3  | 4 | 1 | 0   | 0   | 3 | 24 | 51 | -27 |

| Gara | Data      | Ora   | Partita     | Partita | Partita     |
| ---- | --------- | ----- | ----------- | ------- | ----------- |
| 1    | 27 luglio | 15:35 | Grecia      | 6 - 15  | Stati Uniti |
| 2    | 27 luglio | 18:30 | Spagna      | 15 - 6  | Francia     |
| 3    | 29 luglio | 14:00 | Francia     | 9 - 8   | Italia      |
| 4    | 29 luglio | 15:35 | Stati Uniti | 11 - 13 | Spagna      |
| 5    | 31 luglio | 18:30 | Italia      | 3 - 10  | Stati Uniti |
| 6    | 31 luglio | 20:05 | Spagna      | 10 - 8  | Grecia      |
| 7    | 2 agosto  | 15:35 | Grecia      | 8 - 12  | Italia      |
| 8    | 2 agosto  | 18:30 | Stati Uniti | 17 - 5  | Francia     |
| 9    | 4 agosto  | 15:35 | Italia      | 11 - 13 | Spagna      |
| 10   | 4 agosto  | 20:05 | Francia     | 4 - 11  | Grecia      |

## Fase finale

### Tabellone
|  | Quarti di finale | Quarti di finale |                |             | Semifinali                | Semifinali                |  |  | Finale         | Finale |
|  |                  |                  |                |             |                           |                           |  |  |                |        |
|  | 6 agosto 2024    |                  |                |             |                           |                           |  |  |                |        |
|  |                  |                  |                |             |                           |                           |  |  |                |        |
|  | A1 Australia     | 9                |                |             |                           |                           |  |  |                |        |
|  | A1 Australia     | 9                | 8 agosto 2024  |             |                           |                           |  |  |                |        |
|  | B4 Grecia        | 6                |                |             |                           |                           |  |  |                |        |
|  | B4 Grecia        | 6                | Australia      | 14          |                           |                           |  |  |                |        |
|  | 6 agosto 2024    |                  | Australia      | 14          |                           |                           |  |  |                |        |
|  |                  | Stati Uniti      | 13             |             |                           |                           |  |  |                |        |
|  | B2 Stati Uniti   | Stati Uniti      | 13             | 5           |                           |                           |  |  |                |        |
|  | B2 Stati Uniti   |                  | 10 agosto 2024 | 5           |                           |                           |  |  |                |        |
|  | A3 Ungheria      | 4                |                |             |                           |                           |  |  |                |        |
|  | A3 Ungheria      | 4                | Australia      | 9           |                           |                           |  |  |                |        |
|  | 6 agosto 2024    |                  | Australia      | 9           |                           |                           |  |  |                |        |
|  |                  | Spagna           | 11             |             |                           |                           |  |  |                |        |
|  | A2 Paesi Bassi   | Spagna           | 11             | 11          |                           |                           |  |  |                |        |
|  | A2 Paesi Bassi   | 8 agosto 2024    |                | 11          |                           |                           |  |  |                |        |
|  | B3 Italia        | 8                |                |             |                           |                           |  |  |                |        |
|  | B3 Italia        | 8                | Paesi Bassi    | 18          | Finale per il terzo posto | Finale per il terzo posto |  |  |                |        |
|  | 6 agosto 2024    |                  | Paesi Bassi    | 18          | Finale per il terzo posto | Finale per il terzo posto |  |  |                |        |
|  |                  | Spagna           | 19             |             |                           |                           |  |  |                |        |
|  | B1 Spagna        | Spagna           | 19             | 18          | Stati Uniti               | 10                        |  |  |                |        |
|  | B1 Spagna        |                  |                | 18          | Stati Uniti               | 10                        |  |  |                |        |
|  | A4 Canada        | 8                |                | Paesi Bassi | 11                        |                           |  |  |                |        |
|  | A4 Canada        | 8                |                |             | 11                        |                           |  |  |                |        |
|  |                  |                  |                |             |                           |                           |  |  | 10 agosto 2024 |        |
|  |                  |                  |                |             |                           |                           |  |  |                |        |

## Classifica finale
| Pos | Squadre     |
| --- | ----------- |
|     | Spagna      |
|     | Australia   |
|     | Paesi Bassi |
| 4   | Stati Uniti |
| 5   | Ungheria    |
| 6   | Italia      |
| 7   | Grecia      |
| 8   | Canada      |
| 9   | Francia     |
| 10  | Cina        |